# Keel (Irlanda)
Keel (in irlandese An Caol) è una località della Repubblica d'Irlanda. Fa parte della contea di Mayo, nella provincia di Connacht.
È il principale centro di Achill, la più vasta isola dell'Irlanda.